# Tonita Peña
Tonita Peña, född 1893, död 1949, var en pueblo-amerikansk konstnär.

## Biografi

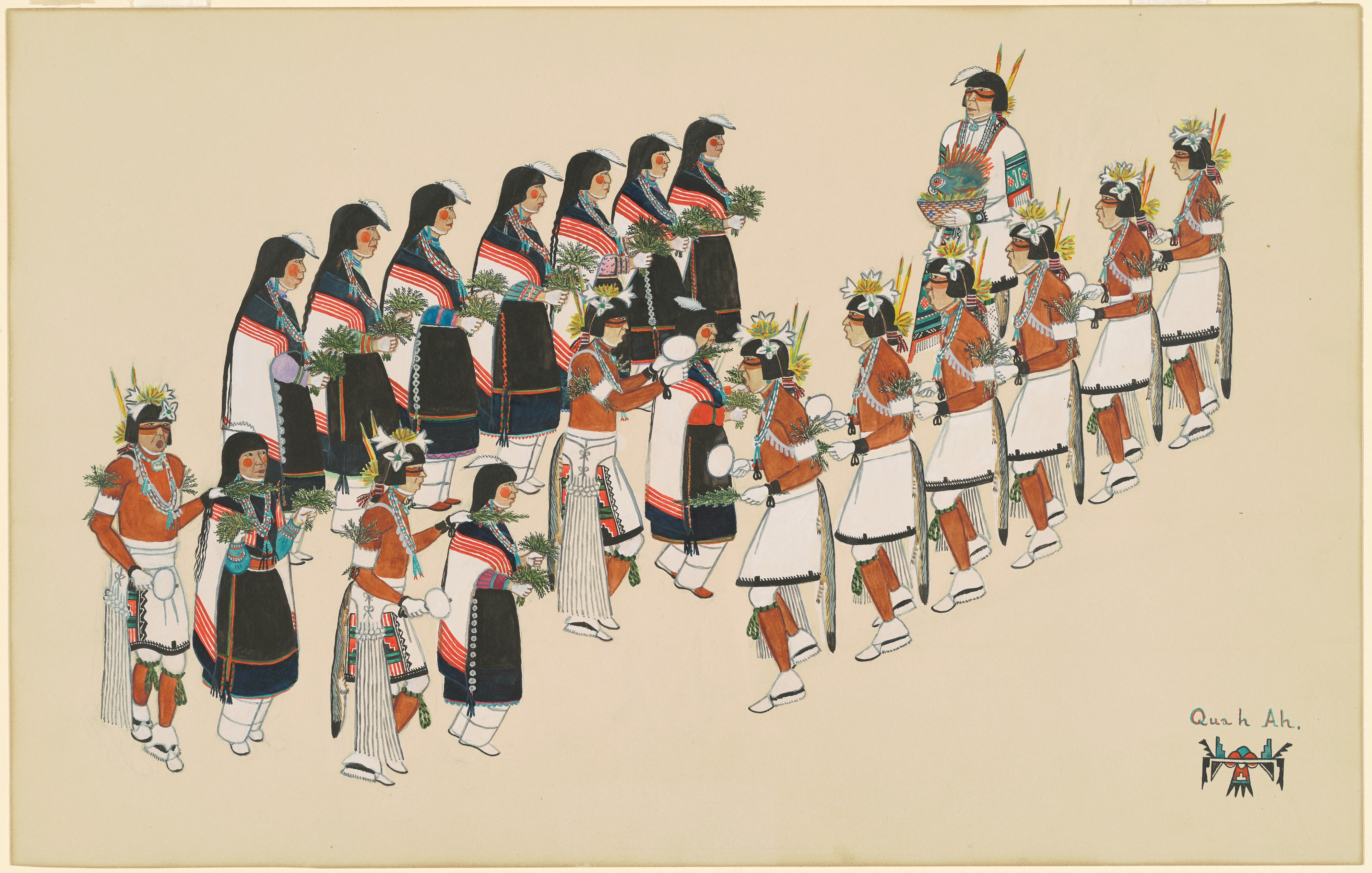
Traditionell dans målad av Tonita Peña.

Peña, vars indianska namn var Quah Ah, föddes i en liten by norr om Santa Fe i New Mexico i USA. Efter moderns död flyttade hon som tolvåring till sina släktingar i Cochiti Pueblo, där hon bodde resten av sitt liv. Hon var gift tre gånger och uppfostrade åtta barn, men målade trots det varje dag och undervisade också i den lokala skolan.
Peña använde staffli och målade huvudsaklingen detaljerade akvareller. Hon skildrade scener från byn där hon bodde och målningarna ställdes ut på museer och gallerier i Santa Fe och Albuquerque. Hon daterade aldrig själv sina verk, men de kan dateras genom de ändringar hon gjorde i sin signatur under åren.
Hon är representerad på bland annat på 
American Museum of Natural History i New York och Cleveland Museum of Art i Ohio

## Utmärkelser
Nedslagskratern Peña på planeten Venus är uppkallad efter henne.